# Kurt Weinhold
Louis Kurt Weinhold (* 28. September 1896 in Charlottenburg; † 2. September 1965 in Calw) war ein deutscher Maler der Neuen Sachlichkeit.

## Leben
Kurt Weinhold wurde als Sohn des Malers, Kunstschmiedes und Kunstgewerblers Carl Weinhold (1867–1925) geboren. Nach Stationen in Essen und Bonn zog die Familie 1911 nach München. Weinhold erhielt keine akademische Ausbildung, sondern wurde von seinem Vater unterrichtet. 1922 heiratete er Margarete Schüz und zog zu ihr nach Calw, wo er sich mit Rudolf Schlichter befreundete. 1934 erhielt er den Rompreis der Preußischen Akademie der Künste, in der Folge hielt er sich von 1935 bis 1936 in der Villa Massimo in Rom und in Florenz auf. 1937 nahm er an der Großen Deutschen Kunstausstellung teil. 1939/1940 war er als Militärzeichner in Baden-Baden und Freudenstadt tätig. 
Weinhold trat offen gegen den Nationalsozialismus ein und fand in Wolfgang Willrichs Pamphlet Säuberung des Kunsttempels Erwähnung, da er 1930 mit der Novembergruppe an der Großen Berliner Kunstausstellung im Schloss Bellevue teilgenommen hatte. Um einer Verhaftung zu entgehen, tauchte er mehrfach unter und lebte zeitweilig bei Freunden in Weil der Stadt. Als Nationalsozialisten 1945 planten, Calw vor dem Einmarsch der Alliierten zu zerstören, beteiligte er sich an Sabotageakten, um dies zu verhindern. Nach Ende des Zweiten Weltkrieges gehörte er dem Verwaltungsrat der Stadt an. 1965 starb er im Alter von 69 Jahren in Calw.
Weinhold war vor allem als Porträtmaler gefragt. Vom Realismus kommend, näherte er sich Ende der 1940er Jahre der abstrakten Figuration und dem Gebiet des Surrealen.

## Werke (Auswahl)
- Mann mit dem Radio (Homo Sapiens), 1929, Öl auf Leinwand, Germanisches Nationalmuseum, Nürnberg, Gm 2290, Leihgabe aus Privatbesitz seit 2001
- Cora Weinhold (geb. 1924). Tochter des Künstlers, 1933, Harzölfarben und Tempera auf Sperrholzplatte, 60 × 46 cm, Staatsgalerie Stuttgart, Inv. 1867
- Florenz, 1935, Leinwand, 75 × 85 cm, Kunstsammlung der Sparkasse Pforzheim Calw
- Albrecht Goes (1908–2000), 1954, Pappe, 90 × 60 cm, Schiller-Nationalmuseum, Marbach
- Theodor Heuss beim Diktat, Öl auf Holz, 1956, Land Baden-Württemberg
- Bundespräsident T. Heuss, Öl auf Holz, 1957, Land Baden-Württemberg
- Harlekin, 1958, 100 × 67 cm, Kunstsammlung der Sparkasse Pforzheim Calw
- Marionette, 1959, Öl auf Pappe, 72 × 52 cm, Galerie der Stadt Stuttgart, Inv. 0-1441[3]